# Encarpo
L'encarpo, in architettura è un motivo decorativo costituito da un festone di fronde, frutti e fiori, presente ad esempio nel fregio ionico. È chiamato così anche l'abaco riccamente ornato dei capitelli ionici.
Nato nell'età classica, l'encarpo venne ampiamente usato anche durante il Rinascimento.